# Dawit Estifanos
Dawit Estifanos (Balé, 27 febbraio 1988) è un calciatore etiope, Centrocampista dell'Ethiopian Coffee e della Nazionale etiope.

## Carriera

### Club
Ha sempre giocato nel campionato etiope.

### Nazionale
Ha partecipato alla Coppa d'Africa del 2013.